# Calommata jinggangica
Espèce
Calommata jinggangica est une espèce d'araignées mygalomorphes de la famille des Atypidae.

## Distribution
Cette espèce est endémique de Chine. Elle se rencontre au Jiangxi et au Hunan.

## Description
La femelle holotype mesure 5,90, mm

## Systématique et taxinomie
Cette espèce a été décrite par Li et Xu en 2022.

## Étymologie
Son nom d'espèce lui a été donné en référence au lieu de sa découverte, le mont Jinggang.

## Publication originale
- Li, Xu, Zhang, Liu, Yang & Li, 2022 : « Multilocus species delimitation and phylogeny of the genus Calommata (Araneae, Atypidae) in southern China. » Zoologica Scripta, vol. 51, no 2, p. 199-216.